# Юлиана Елеонора фон Лайнинген-Вестербург
Юлиана Елеонора фон Лайнинген-Вестербург (на немски: Juliane Eleonore von Leiningen-Westerburg; * 14 декември 1667; † декември 1742) е графиня от Лайнинген-Вестербург и чрез женитба графиня на Метерних-Винебург и Байлщайн над Мозел.

## Произход
Тя е дъщеря на граф Георг Вилхелм фон Лайнинген-Вестербург (1619 – 1695) и съпругата му графиня София Елизабет фон Липе-Детмолд (1626– 1688), дъщеря на граф Симон VII фон Липе и втората му съпруга графиня Мария Магдалена фон Валдек-Вилдунген.

## Фамилия
Юлиана Елеонора се омъжва 1683 г. в Шваленберг за граф Франц Фердинанд фон Метерних-Винебург-Байлщайн (* 1653; † 14/15 юни 1719), син на граф Филип Емерих фон Метерних-Винебург († 6 март 1698) и фрайин Мария Елизабет Магдалена Валдбот фон Басенхайм († 1685). Те имат седем деца:
- Филип Адолф († 1693)
- Франц Филип Емерих († 1765), граф на Метерних-Винебург
- Дитрих Филип Адолф (* 1686; † 19 декември 1738), граф на Метерних-Винебург, женен на 21 септември 1707 г. за фрайин Мария Франциска, шенк фон Шмидбург († 23 ноември 1723)
- Емерих Карл Антон (* 28 април 1697; † 5 юли 1765), граф на Метерних-Винебург, женен за Елеонора Антония фон Бутлер
- Йохана София († 1756)
- София Елеонора Мария Анна († 1754), омъжена за фрайхер Мулц фон Валдау
- Йохана Елизабет († 5 януари 1758), омъжена за граф Бартхолд Хайнрих фон Люцов († 11 юли 1730)

## Галерия
- Герб на род Лайнинген
- Герб на Винебург-Байлщайн
- Герб на Дом Метерних